# Ники Рийд
Никол Хюстън Рийд (на английски: Nicole Houston Reed) е американска актриса, известна с ролята си на вампира Розали Хейл във филмовата поредица „Здрач“ (2008 – 2012). Тя става известна през 2003 г., след излизането на филма Thirteen, режисиран от Катрин Хардуик, в който е съ-сценарист заедно с Хардуик и играе главна роля. Филмът носи на Рийд награда Independent Spirit за най-добро дебютно изпълнение, както и няколко номинации за други награди.

## Биография
Рийд е родена на 17 май 1988 г. в Западен Лос Анджелис, Калифорния.
Катрин Хардуик, бивша приятелка на баща ѝ и приятелка на майка ѝ, я кани да работи по сценарий с нея, когато Рийд изразява интерес към актьорското майсторство. Те завършват сценария за полуавтобиографичния филм Thirteen за шест дни. Продуцентите молят Рийд да изиграе главната роля във филма, след като изпитват труности с кастинга.
Филмът, в който участва и Евън Рейчъл Уд, е пуснат по кината през 2003 г. с положителни отзиви, спечелвайки известно признание на Рийд в Холивуд като сценарист и актриса. След това Рийд е поканена да участва в „Шоуто на Елън Дедженеръс“ като водеща за редица награди, включително наградите Young Hollywood Awards (2003), а през 2004 г. – номинациите за наградите Independent Spirit и наградите West Independent Spirits.
В началото на 2006 г. тя се появява в сериала „Ориндж Каунти“, в който играе Сейди, новия романтичен интерес на героя на Бен Макензи. Рийд участва в „Ориндж Каунти“ по същото време като бъдещите ѝ колеги от „Здрач“ Кам Жиганде и Джаксън Ратбоун.
Рийд споделя, че ранното ѝ решение да избягва роли в телевизионни сериали или в масовото кино е било наивно. По онова време тя е смятала, че не са подходящи за нея, но постепенно натрупва опит с подобни роли. На 12 февруари 2008 г. е обявено, че Рийд ще изиграе Розали Хейл във филмовата адаптация на „Здрач“, първата книга от популярната тетралогия. Режисиран от Катрин Хардуик, филмът се превръща в международен успех.
През юли 2010 г. Рийд се присъединява към актьорския състав на Catch .44, екшън-драма за наемна убийца, в който участва заедно с Брус Уилис, Форест Уитакър и Малин Ейкърман. През ноември 2010 г. е обявено, че Рийд ще участва с Хейдън Пенетиър във филма Downers Grove, филмова адаптация на романа на Майкъл Хорнбърг. Сценарият е написан от Брет Истън Елис, авторът на сценариите на „Правилата на привличането“ и „Американски психопат“.

### Други начинания
Рийд записва песента Now That I've Found You с тогавашния си съпруг Пол Макдоналд. Песента дебютира в радио шоуто на Райън Сийкрест на 15 ноември 2011 г. Двойката издава първото си EP, The Best Part, на 29 октомври 2012 г. Песента им „All I've Ever Needed“ е в саундтрака на „Здрач: Зазоряване – част 2“.
През януари 2013 г. Рийд заснема музикалния видеоклип на Хенсън за техния сингъл от 2013 г. Get the Girl Back също с Макдоналд. Видеото е пуснато през април 2013 г. Други добре познати лица във видеото включват Кат Денингс, Дрейк Бел, Дрю Сийли, Ейми Пафрат и Алекс Бех.
През 2017 г. Рийд и приятелката ѝ Морган Богъл създават устойчива марка за бижута BaYou With Love. Компанията работи с Dell, превръщайки рециклирана технология в бижута.

## Личен живот
Рийд се срещна с Пол Макдоналд, певец и автор на песни и бивш участник в American Idol, на червения килим на премиерата на „Червената шапчица“ през март 2011 г. Двамата потвърждават годежа си през юни 2011 г. и се женят на 16 октомври 2011 г. в Малибу, Калифорния. През март 2014 г. Рийд и Макдоналд обявяват, че са се разделили, след като през предходните шест месеца живеят разделени поради „работни задължения“. Рийд подава молба за развод през май 2014 г. и разводът е финализиран на 2 януари 2015 г.
Рийд започна да се среща с актьора Иън Сомърхолдър в средата на 2014 г. Те потвърждават годежа си през февруари 2015 г. и се женят на 26 април 2015 г. в Малибу, Калифорния. На 4 май 2017 г. двойката обявява чрез Instagram, че Рийд е бременна с първото им дете. На 25 юли 2017 г. им се ражда дъщеря. На 9 януари 2023 г. те обявяват, че очакват второто си дете. На 25 юни 2023 г. Рийд обявява раждането на второто си дете в официалния си акаунт в TikTok. На 29 юни 2023 г. тя разкрива, че детето е момче.
Рийд е близка приятелка с колегата си от „Здрач “ Джаксън Ратбоун и актрисата от „Деца шпиони“ Алекса Вега.

### Активизъм
Рийд е защитничка на правата на животните. Тя доброволства в приютите за животни в свободното си време и е дизайнер на лимитирана серия нашийник и каишка за Gilt в полза на ASPCA. На 22 октомври 2014 г. тя е отличена с наградата за състрадание на ASPCA за приноса ѝ към хуманното отношение към животните.
Рийд подкрепя сенатор Бърни Сандърс за президент на президентските избори в САЩ през 2016 г.

## Филмография
| Година  | Заглавие                   | Роля                 | Бележки                       |
| ------- | -------------------------- | -------------------- | ----------------------------- |
| 2003 г. | Thirteen                   | Еви Замора           | Също и съсценарист            |
| 2005 г. | Man of God                 | Зейн Берг            |                               |
| 2005 г. | Lords of Dogtown           | Кати Алва            |                               |
| 2005 г. | American Gun               | Тали                 |                               |
| 2006 г. | Mini's First Time          | Минерва (Мини) Дроуг |                               |
| 2007 г. | Cherry Crush               | Шей Бетанкур         |                               |
| 2008 г. | Здрач                      | Розали Хейл          |                               |
| 2008 г. | Familiar Strangers         | Алисън               |                               |
| 2009 г. | Здрач: Новолуние           | Розали Хейл          |                               |
| 2009 г. | Последен ден от лятото     | Стефани              | Също и изпълнителен продуцент |
| 2010 г. | Здрач: Затъмнение          | Розали Хейл          |                               |
| 2010 г. | Chain Letter               | Джеси Кембъл         |                               |
| 2010 г. | Privileged                 | Лорън Карингтън      |                               |
| 2011 г. | Catch.44                   | Кара                 |                               |
| 2011 г. | Здрач: Зазоряване – Част 1 | Розали Хейл          |                               |
| 2012 г. | Здрач: Зазоряване – Част 2 | Розали Хейл          |                               |
| 2013 г. | Empire State               | Лизет                |                               |
| 2013 г. | Pawn                       | Аманда               |                               |
| 2013 г. | Enter the Dangerous Mind   | Уенди                |                               |
| 2014 г. | Balls Out                  | Мередит Даунс        |                               |
| 2014 г. | In your eyes               | Дона                 |                               |
| 2014 г. | Murder of a Cat            | Грета                |                               |
| 2015 г. | About Scout                | Джорджи              |                               |
| 2016 г. | Jack Goes Home             | Кристал              | Също и копродуцент            |
| 2016 г. | A Sunday Horse             | Деби Уолдън          |                               |

| Година         | Заглавие      | Роля         | Бележки    |
| -------------- | ------------- | ------------ | ---------- |
| 2006 г.        | Ориндж Каунти | Сейди Кембъл | 6 епизода  |
| 2006 г.        | Justice       | Моли Ларуса  | 1 епизод   |
| 2015 – 2016 г. | Слийпи Холоу  | Бетси Рос    | 15 епизода |
| 2019 г.        | Dollface      | Бронуин      | 1 епизод   |
| 2019 г.        | V-wars        | Рейчъл       | 5 епизода  |